# Зљехов
Зљехов (слч. Zliechov) насељено је мјесто са административним статусом сеоске општине (слч. obec) у округу Илава, у Тренчинском крају, Словачка Република.

## Становништво
| Година:    | 1994. | 2004.    | 2014.   | 2024.   |
| ---------- | ----- | -------- | ------- | ------- |
| Број људи: | 728   | 614      | 610     | 560     |
| Разлика:   |       | -15,65 % | -0,65 % | -8,19 % |

| Година:    | 2023. | 2024.   |
| ---------- | ----- | ------- |
| Број људи: | 570   | 560     |
| Разлика:   |       | -1,75 % |

Према подацима о броју становника из 2024. године насеље је имало 560 становника.